# مارف (حديبو)

تعديل مصدري - تعديل

مارف هي إحدى قرى مديرية حديبو التابعة لمحافظة سقطرى، بلغ تعداد سكانها 15 نسمة حسب تعداد اليمن لعام 2004.